# Pont-de-Salars
Pont-de-Salars é uma comuna francesa na região administrativa de Occitânia, no departamento de Aveyron. Estende-se por uma área de 44,9 km². Em 2010 a comuna tinha 1 710 habitantes (densidade: 38,1 hab./km²).